# IBM院士
IBM院士（英語：IBM Fellow）是自1962年開始，由IBM公司總裁小湯瑪士·華生（Thomas Watson, Jr.）設立的公司內頭銜，也是IBM公司內的工程師、科學家和程式員所能獲得的最高榮譽。每年由IBM公司執行長選出四到九名員工授與這項榮銜。成為IBM院士之後，IBM公司通常會給與他們更大的空間，讓他們可以追求與實踐在他們自身專業領域內所提出的研究方向與研究計劃。IBM公司全部員工約433,000位，屬於技術性質的成員超過200,000位，其中約有超過600人被授與IBM傑出工程師職位。而自1962年至今，共有246個人被授與IBM院士頭銜，其中的85位現今仍是IBM員工。史上第一位獲得IBM院士頭銜的一般認為是法蘭西斯·漢米爾頓（Francis E. Hamilton），他在1963年獲得這個頭銜。